# Smodicum parandroïdes
Smodicum parandroïdes är en skalbaggsart som beskrevs av Bates 1884. Smodicum parandroïdes ingår i släktet Smodicum och familjen långhorningar.
Artens utbredningsområde är:
- Guatemala.
- Honduras.

Inga underarter finns listade i Catalogue of Life.